# 八幡水力電気
八幡水力電気（はちまんすいりょくでんき）は、明治後期から大正にかけて、岐阜県郡上郡八幡町（現・郡上市）に存在した電力会社である。1898年（明治31年）の設立から1906年（明治39年）の改組までは合資会社（八幡水力電気合資会社）、それ以降は株式会社（八幡水力電気株式会社）の形態をとった。
1898年に開業。岐阜県2番目の電気事業者であるが八幡町の小事業者のまま事業は拡大せず、1922年（大正11年）東邦電力へと合併された。

## 合資会社時代
八幡水力電気の主催者は、郡上郡八幡町（現・郡上市）の水野伊兵衛という人物である。水野は郡上経由で名古屋と金沢を結ぶ鉄道敷設計画の起業に奔走していたところ、金沢に出張した折に同地で電灯事業の計画が進行中であるのを聞いて水力豊富な八幡でも水力発電が可能であると思い立った。水野は技術者に依頼して水力発電の適地を調査した結果、岐阜電灯社長岡本太右衛門に紹介された技師大岡正の指導に基づき市街地に近い「乙姫滝」を利用した水力発電所を建設することになった。
1898年（明治31年）8月、八幡水力電気合資会社が設立された。会社設立に際し、岡本から経営全部を引き受けると申し出があったが水野はそれを断り、岐阜方6対八幡方4の割合で出資したという。工事に関してはすべて大岡正が引き受け、乙姫滝に三吉電機工場製ペルトン水車と芝浦製作所製エジソン型直流発電機を備える発電所を完成させた。乙姫滝の上にある湧泉に水槽を造り、ここから木樋によって導水するという仕組みであった。だが設備の完成を受けて試験運転に取り掛かったものの発電所内に取り付けた電灯が明るく輝くことはなかった。大岡は機械不良とみてしばらく試行錯誤を続けたが、ある朝突如宿から消えていたという。会社では原因を水量不足と推測して蒸気機関を買い入れ水車とともに運転させたところ不十分ながら市中配電が可能となった。
こうして八幡水力電気は開業に至った。逓信省の資料によると事業開始は1898年11月22日。岐阜市の岐阜電灯（1894年開業）に続く岐阜県下2番目の電気事業である。また乙姫滝発電所は出力25キロワットと小規模ながら岐阜県内最初の事業用水力発電所になった。ただし水力発電所とはいえ満足に運転できるのは豊水期だけで、渇水期には火力発電に依存することもあった。工事費は火力工事代約5000円が別途かかり1万5000円となったが、水野伊兵衛は設計に失敗した大岡を責めなかったという。電灯数は1901年時点では362灯で、この年は1割の配当を出していたがその後灯数が減少し経営が悪化した。

## 株式会社時代
1906年（明治39年）4月17日、組織変更のため八幡水力電気合資会社は解散し、同日八幡水力電気株式会社が資本金1万5000円で設立された。社長は水野伊兵衛で、水野を含む役員6名はすべて八幡町内在住者である。また設立直後の1906年5月、最初の増資（1万3500円増）が完了した。
株式会社組織となった八幡水力電気は、芝浦製作所に発電地点選定や設計を依頼して水量豊富な吉田川に発電所を造り直し、新発電所を1907年（明治40年）1月に完成させた。位置は八幡町内の吉田川沿いで（北緯35度45分0.3秒 東経136度57分39.5秒 / 北緯35.750083度 東経136.960972度）、発電所出力は1907年2月の運転開始時点では60キロワット、1911年（明治44年）12月以降は120キロワットであった。また供給区域は発電所移転直後の1907年末時点では八幡町内とこれに接続する川合村大字中坪に限られた。
八幡水力電気では小刻みに増資が行われており、2度目の増資として1907年7月に4500円の増資が完了、次いで1912年（明治45年）5月に1万2000円の増資がなされた。この結果資本金は最終的に4万5000円となっている。1921年（大正10年）6月時点では社長には引き続き水野伊兵衛が在職。供給区域は八幡町と川合村（一部）であり、同年末時点での供給実績は電灯需要家数1990戸・取付数4076灯（臨時灯除く）、電動機台数22台・供給電力94馬力（70.1キロワット）であった。
翌1922年（大正11年）、八幡水力電気は周辺事業者の合併を続ける名古屋の電力会社関西電気（旧・名古屋電灯）との合併が決定した。同年1月12日、関西電気・八幡水力電気両社の株主総会にて合併が議決される。その合併条件は、関西電気が9万円を増資して新株1800株（額面50円払込済み）を発行し、それを解散する八幡水力電気の株主に対し持株1株（同）につき2株ずつ交付する、というものであった。5月22日に逓信省より合併認可が下り、6月26日関西電気にて合併報告総会が開かれて合併手続きが完了、同日をもって八幡水力電気は解散した。なお存続会社の関西電気は同総会にて東邦電力へと社名を改めている。
八幡水力電気が建設した吉田川の八幡発電所は東邦電力により1935年（昭和10年）5月に廃止され現存しない。発電所跡はのちに八幡町へ譲渡され町役場分室として活用された。

## 遺構
せせらぎ街道（国道256号・国道472号）から乙姫川沿いに100メートルほど上った先の、少し開けた場所が乙姫滝発電所跡である。「県下初の水力発電所跡、明治32年から35年まで操業」と記された標識が立っている。遺構は残っていないが、さらに渓谷に沿って登っていくと、水路跡と思われる石組みが散見され、やがて乙姫滝と乙姫水神が現れる。滝の上には取水跡と推察される穴が穿たれている。
乙姫渓谷の脇に立つ慈恩禅寺は乙姫滝発電所の運転開始当初からの需要家で、名勝庭園「荎草園」を望む座敷に当時のソケットが2001年時点でも使われている。電源側がかき型、負荷側が輪型となっていて、輪をかけると点灯するという仕掛けである。
吉田川の八幡発電所は現存しないが、放水口は当時の姿を留めており、吉田川親水遊歩道沿いから確認できる。八幡発電所跡の近くには八幡水力電気の記念碑と「常盤電気地蔵尊」が並んでいる。記念碑は八幡水力電気の社章および沿革が刻まれ、裏面には水野伊兵衛ほか発起人7人の名前が記されている。常盤電気地蔵尊は、八幡発電所の建設の際に土砂の中から偶然発見された地蔵尊である。元は、発電所下の川淵で子供の水難が多かったため、1810年（文化7年）に郡上藩の重臣佐藤将監が水難除けに作った地蔵尊で、1893年（明治26年）8月の大雨で流されて行方不明になっていたところ発電所工事により発見されたため「電気地蔵」と呼ばれるようになったもの。7月の郡上おどりのシーズンには地元常盤町をあげて「常盤電気地蔵祭」が盛大に催される。